# Kenjutsu
Kenjutsu (剣術) betyder "svärdstekniker" och är en samlingsterm för traditionell japansk fäktning, föregångaren till den moderna sporten kendo. 

Kenjutsu-demonstration av skolan Hokushin Itto Ryu.

Det är oklart när fäktning i Japan började utövas på ett organiserat sätt, i skolor och med kataloger av tekniker men de äldsta beläggen är från 1300-talet. En av de av de äldsta skolorna som fortfarande utövas idag är Tenshin Shōden Katori Shintō-ryū.
Till skillnad från iaijutsu som fokuserar på hantering av ett riktigt svärd så fokuserar kenjutsu på just fäktningen och utövas med träsvärd, så kallat bokutō/bokken eller i vissa fall shinai av sammansatta babustänger.
Träningsformen varierar från skola till skola men består generellt av förutbestämda former, kata, där en serie tekniker vävts ihop. Tanken är att kunna öva full fart och styrka utan att skada varandra. Man kan se formerna som ett lexikon av tekniker som övas in i muskelminnet så att kroppen reagerar naturligt när en situation uppstår.